# Federació de Futbol del Kirguizstan
La Federació de Futbol del Kirguizstan, també coneguda per les sigles FFKR (en anglès: Football Federation of Kyrgyz Republic, en kirguís: Федерация футбола Кыргызской Республикиés) és l'òrgan de govern del futbol de la república del Kirguizstan. Va ser fundada l'any 1992 i des de 1994 és membre de la Confederació Asiàtica de Futbol (AFC) i de la Federació Internacional de Futbol Associació (FIFA).
El 9 de juny de 2014, la FFKR va ser una de les federacions fundadores de l'Associació de Futbol de l'Àsia Central (CAFA), una de les cinc zones geogràfiques en què està dividida l'AFC.
El futbol a Kirguizstan es remunta a la dècada de 1930 com a república integrant de la Unió Soiviètica, però la FFKR no es va constituir fins al 1992, mesos després de proclamar-se la independència.
La FFKR és la responsable d'organitzar el futbol de totes les categories, tant masculines com femenines, inclosos el futbol sala i les respectives seleccions nacionals.
El 1992, la KKFR va crear la Lliga kirguís de futbol que és la principal competició del país i la disputen vuit equips. El mateix any també es va crear la Kyrgyzstan League Second Level i la competició per eliminatòries Kyrgyzstan Cup.
El 2005 es va crear la lliga de futbol femení Kyrgyzstan Women's League i el 2011 es va crear la Kyrgyzstan Super Cup que és el trofeu que diputen els guanyadors de la lliga i la copa.
La selecció nacional de futbol del Kirguizstan, tot i els seus progressos en el rànquing FIFA, encara no s'ha classificat mai per a la fase final de la Copa del Món de Futbol ni per als Jocs Olímpics.